# Jevgenija Brik
Jevgenija Brik (geboren als Jevgenija Vladimirovna Chirivskaja) (Russisch: Евгения Владимировна Хиривская) (Moskou, 3 september 1981 – Los Angeles, 10 februari 2022) was een Russische actrice. In Nederland en België werd ze vooral bekend vanwege haar rol als Kalinka in het eerste seizoen van de televisieserie Matroesjka's.

## Biografie
Chirivskaja nam de achternaam Brik ter ere van haar overgrootmoeder van vaderskant, Sophia Brik. Ze studeerde aan het Russisch Instituut voor Theaterkunst, waar ze in 2004 haar diploma behaalde. In hetzelfde jaar werd ze gekozen voor de rol van Kalinka in de Belgische serie Matroesjka's. Ze had een relatie met de Russische regisseur Valeri Todorovski, met wie ze ook een kind kreeg. 
Brik overleed op 40-jarige leeftijd aan de gevolgen van kanker.

## Filmografie
- Library of Congress Control Number: no2010015981
- Virtual International Authority File: 106931879
- WorldCat: E39PBJtGXfkHpWwh7m8WMKkFKd